# Sélection médicale des spationautes en France
À la fin des années 1970, la France engage une politique de collaboration spatiale avec l’Union Soviétique et les États-Unis aux termes de laquelle ses ressortissants auront la possibilité de participer à des missions à bord de leurs engins spatiaux. La sélection des spationautes est prise en charge par le Centre national d'études spatiales (CNES) qui, pour la partie médicale, fait appel pour l’essentiel aux moyens aéronautiques du Service de santé des armées.

## Organisation générale
Le protocole des opérations de sélection imposé par les Soviétiques ou les Américains était sensiblement le même, à quelques détails près. Quatre étapes jalonnaient le parcours des candidats. Elles allaient du plus simple au plus compliqué, les dernières étapes étant les plus onéreuses.
- Un premier tri était effectué par le CNES à partir des dossiers comportant un curriculum vitæ détaillé sur le plan professionnel et un questionnaire médical.
- L’étape suivante consistait en une visite médicale classique, essentiellement clinique, avec peu d’examens complémentaires. Elle était pratiquée dans les centres d’expertise médicale du personnel navigant (CEMPN) de Bordeaux, Marseille, Strasbourg ainsi que dans certains cas par l’Institut de médecine et de physiologie spatiale (MEDES) de Toulouse.
- Les candidats, dont il ne restait qu’un petit nombre (de l’ordre d’une vingtaine), étaient ensuite l’objet d’une visite médicale approfondie.
- Pour terminer, des tests « spéciaux » spécifiques des contraintes du séjour dans l’espace étaient pratiqués.

Au terme de ces examens, un comité de sélection où, autour du CNES, siégeaient les responsables des deux dernières étapes – (médicale approfondie et tests spéciaux) procédait à un classement. Le CNES effectuait le choix définitif à l’issue d’un entretien avec les intéressés. Les candidats sélectionnés étaient ensuite présentés selon le cas aux Russo-Soviétiques ou aux Américains pour vérification et acceptation,.

## La visite médicale approfondie
Elle était réalisée en une semaine à Paris au centre principal d’expertise du personnel navigant (CPEMPN). Cet organisme, spécialisé dans les expertises d’embauche et les sur-expertises du PN civil et militaire, était le mieux à même d’effectuer une telle visite médicale.
Pour les explorations les plus élaborées, le CPEMPN eut recours aux hôpitaux militaires parisiens ainsi qu’au centre d’études et de psychologie Air (CERPAIR) et au centre médical de psychologie clinique de l’armée de l’Air (CMPCAA). Les examens imposés pour cette sélection étaient les suivants :
- Sur le plan cardiovasculaire : radiographies du cœur selon trois axes (face, oblique antérieur droit et gauche), échocardiographie, Holter cardiaque, épreuve d'effort.
- Exploration clinique et radiographique du système respiratoire, détermination du volume d’expiration maximal par seconde (VEMS), du volume résiduel (méthode à l’hélium), épreuve de provocation à l’acétylcholine.
- Radiographies de l’ensemble du rachis vertébral, du crâne, des sinus de la face, panoramique des arcades dentaires, urographie intraveineuse et radiographie de la partie haute du tractus digestif.
- Fibroscopie gastrique.
- Bilan sanguin et urinaire classique complété par une épreuve d’hyperglycémie provoquée.

Au CERPAIR étaient pratiquées des épreuves de performance (teste écrits et psychomoteurs), de personnalité (tests de Murray, de Rorschach et de Rosenzweig, inventaire de personnalité d’Eysenck), complétées par un questionnaire de détection des tendances psychopathologiques et une épreuve de comportement en groupe. Un entretien clinique et psychiatrique était ensuite conduit par le CMPCAA.

## Tests spéciaux
Le laboratoire de médecine aérospatiale (LAMAS) du centre d'essais en vol de Brétigny-sur-Orge était le seul à disposer des équipements nécessaires pour réaliser ces tests. Ils succédaient immédiatement à la visite médicale approfondie pour ceux qui l’avaient subie avec succès. Leur objectif était de déterminer la tolérance aux accélérations, aux cinétoses, à l’orthostatisme, à l’hypoxie et évaluer la capacité à l’effort.
Un test en vol fut pratiqué lors de la première campagne de sélection en 1977. Il consistait en une série de vols paraboliques et une séance de voltige à bord d’un Fouga CM-170 Magister. Il ne fut pas repris par la suite car faisant double emploi avec les autres tests.
Lors du lancement dans l’espace et lors du retour, les spationautes doivent supporter des niveaux d’accélération élevés. Leur tolérance à cette contrainte était testée dans la centrifugeuse humaine selon les deux axes du corps, X (horizontal ou antéropostérieur) et Z (vertical ou tête pied). Les exigences des Soviétiques et des Américains différaient quelque peu en raison des contraintes spécifiques de leurs fusées respectives, Soyouz ou Navette spatiale. Ainsi, les profils d’accélération exigés par les Soviétiques étaient plus sévères (s’élevant jusqu’à 10 g pendant 10 secondes en X et 5 g pendant 30 secondes en Z). Les Américains attachaient plus d’importance à la tolérance en X sur une durée plus longue (9 minutes d’un profil complexe avec des pointes à 3 g). Pendant la durée de chaque test, le candidat était filmé et l’ECG, la pression artérielle et le champ visuel étaient suivis en continu. Les examinateurs aussi bien que les candidats avaient la possibilité d’arrêter immédiatement la centrifugeuse au moindre signe d’intolérance.
La tolérance aux cinétoses (mal de l'espace dans le cas présent) était testée à l’aide d’un siège en rotation à la vitesse de 180°/s, le sujet se voyant imposer divers mouvements de la tête et du tronc. Les Soviétiques ont toujours attaché beaucoup d’importance à ce test. De fait, au cours de l’entraînement ultérieur de leurs cosmonautes, ils les soumettaient très régulièrement à ce genre de contrainte, ce qui était supposé les désensibiliser au mal de l’espace.
L’absence de pesanteur lors des vols dans l’espace entraine une diminution importante de la tolérance à l’orthostatisme. Non gênant au cours du vol en impesanteur, ce phénomène pose un problème lors du retour sur terre. La résistance à cette perturbation fonctionnelle était testée soit à l’aide d’un petit caisson permettant de soumettre la moitié inférieure du corps à une dépression barométrique, la low body negative pressure (LBNP), soit à l’aide d’une table basculante.
Les deux autres tests, d’hypoxie et de capacité à l'effort, n’étaient pas spécifiques des problèmes rencontrés dans l’espace, et leur intérêt a été souvent discuté. Ils consistaient pour le premier en un séjour d’une demi-heure à 5 500 mètres d’altitude en caisson en pratiquant une activité modérée, suivi d’une descente très rapide pour vérifier la perméabilité de la Trompe d'Eustache et pour le second en un exercice sur tapis roulant à vitesse et pente progressive.

## Chronologie des sélections
Quatre sélections furent pratiquées en France. Elles permirent à neuf ressortissants français d’effectuer dix-sept vols dans l’espace.
- 1977. 1re sélection. Elle devait assurer la sélection des participants à un vol sur le Spacelab. Mais les candidats proposés ne furent finalement pas retenus[5].

- 1980. 2e sélection. Deux candidatures furent retenues par les Soviétiques, celles de Jean-Loup Chrétien et de Patrick Baudry comme doublure. Jean-Loup Chrétien vola sur Saliout 7 en juin 1982 (mission PVH, Soyouz T-6), sur Mir en 1988 avec une sortie extra-véhiculaire (mission Aragatz, Soyouz TM-7) et sur la navette Atlantis avec un amarrage à Mir en 1997 (mission STS-86). Patrick Baudry participa à un vol américain (mission STS-51-G, navette Discovery) en 1985[6],[7],[8].

- 1985. 3e sélection. Quatre expérimentateurs (Claudie Haigneré, Jean-Jacques Favier, Frédéric Patat, Michel Viso) et trois ingénieurs de bord (Jean-Pierre Haigneré, Jean-François Clervoy et Michel Tognini) furent sélectionnés. Cinq d’entre eux participèrent à des missions spatiales : Michel Tognini en 1992 (mission Antares, Soyouz TM-15 - Mir) et en 1999 (mission STS-93 navette Columbia), Jean-Pierre Haigneré en 1993 (mission Altaïr, Soyouz TM-17 – Mir) et en 1999 avec sortie extra-véhiculaire (mission Perseus, Soyouz TM-19 - MIR), Jean-François Clervoy en 1994 (mission STS-66, navette Atlantis), en 1997 (mission STS-84, navette Atlantis - Mir) et en 1999 avec sortie extra-véhiculaire (mission STS-103, navette Discovery), Jean-Jacques Favier en 1996 (mission STS-78 - navette Columbia), Claudie Haigneré en 1996 (mission Cassiopée, Soyouz TM-24 - MIR) et en 2001 (mission Andromède, Soyouz TM-33 - ISS)[9],[10].

- 1990. 4e sélection. Quatre candidats furent retenus : Léopold Eyharts, Jean-Marc Gasparini, Philippe Perrin et Benoît Silve. Ont participé à des missions : Léopold Eyharts en 1998 (Soyouz TM-27 - MIR) et en 2008 (mission STS-122, Atlantis – ISS) et Philippe Perrin en 2002 (mission STS-111, navette Endeavour - ISS)[11],[12].

À partir de 1991 les opérations de sélection ne furent plus pratiquées par la France mais par les soins de l’Agence spatiale européenne (ESA). Certains des Français déjà sélectionnés ci-dessus furent repris par l’ESA pour effectuer des missions spatiales.